# Кукарский Успенский монастырь
Кука́рский Успе́нский монасты́рь — женский монастырь в слободе Кукарка, ныне город Советск Кировской области, Россия. Принадлежал Вятской епархии.

## История
Впервые упоминается в 1678 году. 2 церкви с 2 престолами, в том числе Соборная церковь — во имя Успения Богородицы, 3 настоятельских и сестринских келий. В 1710 году настоятельница монахиня и 2 рядовые монахини, белый поп. Вотчин, угодий, земель не имеется, сборов никаких нет, насельницы питаются своим рукоделием. Упоминается в 1739 году. В 1742 году крепостных не имел. Упразднён в 1740-х годах. От монастыря осталась Успенская церковь, теперь приходская.

## Адрес
- 613340 Россия, Кировская область, Советск, ул. Малькова, 9